# Hampea reynae
Hampea reynae é uma espécie de angiospérmica da família das Malvaceae.
Apenas pode ser encontrada no seguinte país: El Salvador.